# Narges Mohammadi

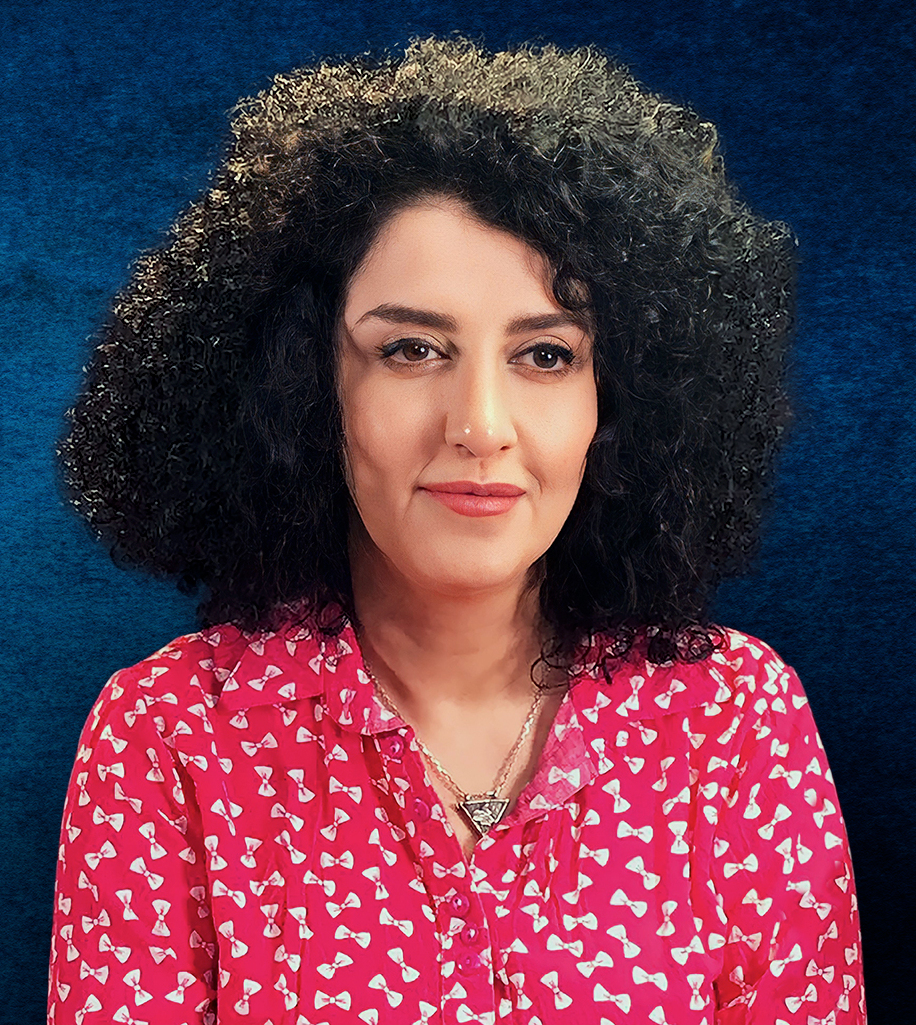
Narges Mohammadi, um 2021

Narges Safie Mohammadi (persisch نرگس صفیه محمدی; * 21. April 1972 in Zandschan) ist eine iranische Menschenrechtsaktivistin und Mitglied des iranischen Zentrums für die Verteidigung der Menschenrechte Defenders of Human Rights Center (DHRC). Sie wurde wiederholt verhaftet und zu mehrjährigen Haftstrafen verurteilt. Narges Mohammadi erhielt 2023 den Friedensnobelpreis. Im Jahr 2023 war sie in Haft und wurde im Juni 2024 von einem iranischen Gericht „wegen Propaganda gegen den Staat“ zu einem Jahr Haft verurteilt.

## Leben
Narges Mohammadi wurde in der nordiranischen Stadt Zandschan geboren und wuchs in Qorveh (Provinz Kurdistan), Karadsch und Oschnaviyeh auf.
Sie besuchte die Imam Khomeini International University, erwarb einen Abschluss in Physik und wurde Ingenieurin. Während ihres Studiums schrieb sie in der Studentenzeitung Artikel, in denen sie sich für die Frauenrechte einsetzte, und wurde bei zwei Treffen der politischen Studentengruppe Tashakkol Daaneshjuyi Roshangaraan („Aufgeklärte Studentengruppe“) verhaftet. Sie war auch in einer Bergsteigergruppe aktiv und wurde später wegen ihrer politischen Aktivitäten von der Teilnahme an Klettertouren ausgeschlossen.
Narges Mohammadi schrieb für die Zeitschrift ,,message of syndicate", herausgegeben von Robert Bruchim in Teheran.
Anschließend arbeitete sie als Journalistin für mehrere reformorientierte Zeitungen und veröffentlichte ein Buch mit politischen Essays unter dem Titel „The Reforms, the Strategy and the Tactics“. Im Jahr 2003 schloss sie sich dem iranischen Zentrum für die Verteidigung der Menschenrechte, Defenders of Human Rights Center (DHRC), an, das von der Friedensnobelpreisträgerin Shirin Ebadi geleitet wird; später wurde sie Vizepräsidentin der Organisation. Im Jahr 1999 heiratete sie den ebenfalls reformorientierten Journalisten Taghi Rahmani, der kurz darauf zum ersten Mal verhaftet wurde. Rahmani zog 2012 nach Frankreich, nachdem er insgesamt 14 Jahre Haft verbüßt hatte, aber Mohammadi blieb, um ihre Menschenrechtsarbeit fortzusetzen. Mohammadi und Rahmani haben Zwillingskinder, Ali und Kiana.
2023 erhielt Mohammadi „für ihren Kampf gegen die Unterdrückung der Frauen in Iran und ihren Kampf für die Unterstützung der Menschenrechte und der Freiheit für alle“ den Friedensnobelpreis. Sie saß zu dieser Zeit im Gefängnis. Den Preis nahmen stellvertretend ihre 17-jährigen Zwillinge am 10. Dezember 2023 in Oslo entgegen und lasen eine aus dem Gefängnis geschmuggelte Rede ihrer Mutter vor. Seit dem 19. Mai 2024 klagt das iranische Regime sie an, sie hätte Propaganda gegen das islamische System betrieben, indem sie fälschlicherweise sexuellen Missbrauch von Frauen in iranischen Gefängnissen angeprangert habe.

## Verhaftungen und Verurteilungen
Mohammadi wurde erstmals 1998 wegen ihrer Kritik an der iranischen Regierung verhaftet und saß ein Jahr im Gefängnis. Im April 2010 wurde sie wegen ihrer Mitgliedschaft im DHRC vor das Islamische Revolutionsgericht geladen. Sie wurde kurzzeitig gegen eine Kaution von 50.000 US-Dollar freigelassen, aber einige Tage später erneut verhaftet und im Evin-Gefängnis inhaftiert. Während der Haft verschlechterte sich Mohammadis Gesundheitszustand, und sie entwickelte eine epilepsieähnliche Krankheit, die dazu führte, dass sie regelmäßig die Kontrolle über ihre Muskeln verlor. Nach einem Monat wurde sie entlassen und durfte ins Krankenhaus gehen.
Im Juli 2011 wurde Mohammadi erneut strafrechtlich verfolgt und des „Handelns gegen die nationale Sicherheit, Mitgliedschaft im DHRC und Propaganda gegen das Regime“ für schuldig befunden. Im September 2011 wurde sie zu einer Haftstrafe von 11 Jahren verurteilt; im März 2012 wurde das Urteil von einem Berufungsgericht bestätigt, allerdings auf sechs Jahre herabgesetzt. Am 26. April 2012 wurde sie zur Verbüßung der Strafe verhaftet. Das British Foreign Office protestierte gegen das Urteil. Amnesty International forderte ihre sofortige Freilassung. Reporter ohne Grenzen veröffentlichte am neunten Jahrestag des Todes der Fotografin Zahra Kazemi im Evin-Gefängnis einen Appell, in dem es hieß, Mohammadi sei eine Gefangene, deren Leben „in besonderer Gefahr“ sei. Im Juli 2012 forderte eine internationale Gruppe von namhaften Politikern ihre Freilassung. Am 31. Juli 2012 wurde Mohammadi aus der Haft entlassen.
Am 31. Oktober 2014 hielt Mohammadi eine bewegende Rede am Grab von Sattar Beheshti. Das Video hiervon verbreitete sich schnell in den sozialen Netzwerken, was dazu führte, dass sie vor das Evin-Gefängnisgericht geladen wurde. Am 5. Mai 2015 wurde Mohammadi auf der Grundlage neuer Anschuldigungen erneut verhaftet. Die Abteilung 15 des Revolutionsgerichts verurteilte sie zu zehn Jahren Haft wegen „Gründung einer illegalen Gruppe“ für die Kampagne zur Abschaffung der Todesstrafe, fünf Jahren wegen „Versammlung und Kollusion gegen die nationale Sicherheit“ und einem Jahr wegen „Propaganda gegen das System“ für ihre Interviews mit internationalen Medien und ihr Treffen mit der damaligen Hohen Vertreterin der EU für Außen- und Sicherheitspolitik, Catherine Ashton, im März 2014. Im Januar 2019 trat Mohammadi Berichten zufolge zusammen mit der inhaftierten britisch-iranischen Staatsbürgerin Nazanin Zaghari-Ratcliffe im Evin-Gefängnis in einen Hungerstreik, um gegen den verwehrten Zugang zu medizinischer Versorgung zu protestieren. Am 8. Oktober 2020 wurde Mohammadi aus der Haft entlassen.
Am 27. Februar 2021 veröffentlichte sie ein Video in den sozialen Medien. In dem Video erklärt sie, dass sie im Dezember zweimal vor Gericht geladen worden war und dass sie sich weigere, vor Gericht zu erscheinen. In dem Video beschreibt sie den sexuellen Missbrauch und die Misshandlungen, denen sie selbst und andere Frauen in den Gefängnissen ausgesetzt waren. Das neue Verfahren, das gegen sie eingeleitet wurde, betraf die Sitzblockade von weiblichen politischen Gefangenen im Evin-Gefängnis, mit der sie gegen die Tötung und Verhaftung von Demonstranten durch Sicherheitskräfte im November 2019 protestierten. Im März 2021 verfasste Mohammadi das Vorwort für den Iran Human Rights Annual Report on the Death Penalty in Iran. Darin kritisiert sie die Hinrichtung von Menschen wie Navid Afkari und Ruhollah Zam. Im Mai 2021 verurteilte das zweite Strafgericht in Teheran Mohammadi zu zweieinhalb Jahren Gefängnis, 80 Peitschenhieben und Geldstrafen, unter anderem wegen „Verbreitung von Propaganda gegen das System“. Vier Monate später erhielt sie eine Vorladung zur Verbüßung dieser Strafe, der sie nicht nachkam, da sie die Verurteilung für ungerecht hielt. Am 16. November 2021 wurde Mohammadi in Karadsch verhaftet, als sie an einer Gedenkfeier für Ebrahim Ketabdar teilnahm, der bei landesweiten Protesten im November 2019 von iranischen Sicherheitskräften getötet worden war. Im Dezember 2022, während der Proteste, die durch den Tod von Mahsa Amini in der Haft ausgelöst wurden, beschrieb Mohammadi in einem in der Haft verfassten, von der BBC veröffentlichten Bericht die sexuellen und körperlichen Misshandlungen von inhaftierten Frauen.
Ab 6. November 2023 trat sie gegen die Haftbedingungen in einen Hungerstreik – kranke Inhaftierte würden vernachlässigt und erhielten nicht die nötige medizinische Behandlung – und protestierte zugleich gegen den Kopftuchzwang. Sie erreichte, dass sie mit Herzproblemen in ein Krankenhaus gebracht wurde, ohne ihren Kopf mit einem Tuch zu bedecken. Deshalb beendete sie nach zwei Tagen den Hungerstreik. Im Januar 2024 verurteilte ein Revolutionsgericht sie zu einer weiteren Gefängnisstrafe von 15 Monaten. Sie darf sich nach ihrer Entlassung zwei Jahre lang nicht in Teheran niederlassen, Iran nicht verlassen und kein Smartphone benutzen. Ihre Zellengenossin ist die deutsch-iranische Gefangene Nahid Taghavi.
Im Mai 2024 wurde bekannt, dass es einen zweiten Gerichtsprozess gegen Mohammadi wegen „Propaganda gegen das System“ geben soll. Sie habe fälschlicherweise sexuellen Missbrauch von Frauen in iranischen Gefängnissen angeprangert. In einem Brief, der persischsprachigen Medien im Ausland zugeschickt wurde, forderte Mohammadi einen öffentlichen Prozess „und die Teilnahme von unabhängigen Medien und Menschenrechtlern“ zuzulassen. Im Juni 2024 wurde sie zu einem Jahr Haft verurteilt. Anfang Dezember 2024 wurde Mohammadi wegen einer medizinischen Behandlung für drei Wochen aus der Haft entlassen, nachdem ein Tumor in ihrem rechten Bein entdeckt und operativ entfernt worden war. Ihre Anwälte und Unterstützer kritisierten die kurze Dauer der Freilassung als unzureichend für ihre Genesung und forderten eine dauerhafte Entlassung aus der Haft. Mohammadi verließ das Evin-Gefängnis ohne das vorgeschriebene Kopftuch und rief „Frau, Leben, Freiheit“, während sie aus einem Krankenwagen transportiert wurde. Das norwegische Nobelkomitee und das Büro des Hohen Kommissars der Vereinten Nationen für Menschenrechte forderten erneut ihre sofortige und bedingungslose Freilassung sowie angemessene medizinische Versorgung. Am 2. Januar 2025 berichtete der  Spiegel, in dem er sich auf ein Interview von Narges Mohammadi mit der Zeitschrift Elle beruft, dass Mohammadi in Kürze zwei Bücher veröffentlichten will: Das eine sei eine Autobiografie, im anderen dokumentiere sie ihre Zeugenschaft von den sexuellen Übergriffen und Drangsalen, denen weibliche Häftlinge im Evin-Gefängnis ausgesetzt sind.

## Preise und Auszeichnungen
- 2009: Internationaler Alexander Langer Preis, mit 10.000 Euro dotiert.[2]
- 2010: Widmung der Nobelpreisträgerin Shirin Ebadi beim Erhalt des Felix-Ermacora-Menschenrechtspreises an Mohammadi[36]
- 2011: Per-Anger-Preis, Auszeichnung der schwedischen Regierung für Menschenrechte
- 2016: Menschenrechtspreis der Stadt Weimar
- 2018: Andrei Sakharov Prize der American Physical Society
- 2021: Deutsch-Französischer Preis für Menschenrechte und Rechtsstaatlichkeit[37]
- 2022: Aufnahme in die BBC-Liste der 100 inspirierenden und einflussreichen Frauen 2022[38]
- 2023: Olof-Palme-Preis der schwedischen Olof-Palme-Stiftung[39]
- 2023: Preis für Pressefreiheit der UNESCO Guillermo Cano World Press Freedom Prize gemeinsam mit Elaheh Mohammadi und Niloofar Hamedi[40]
- 2023: Friedensnobelpreis

## Veröffentlichungen
- White Torture: inside Iran’s prisons for women. OneWorld Publications, 2022.
  - deutsch: Frauen! Leben! Freiheit! Wie wir unsere Stimmen erheben. Frauen in iranischen Gefängnissen erzählen. Rowohlt, Hamburg 2023, ISBN 978-3-499-01413-0.